# Anhu
Anhu ókori egyiptomi vezír volt a XIII. dinasztia uralkodásának vége felé, valószínűleg Hendzser és II. Szobekhotep, esetleg több más király uralkodása alatt is.

## Említése

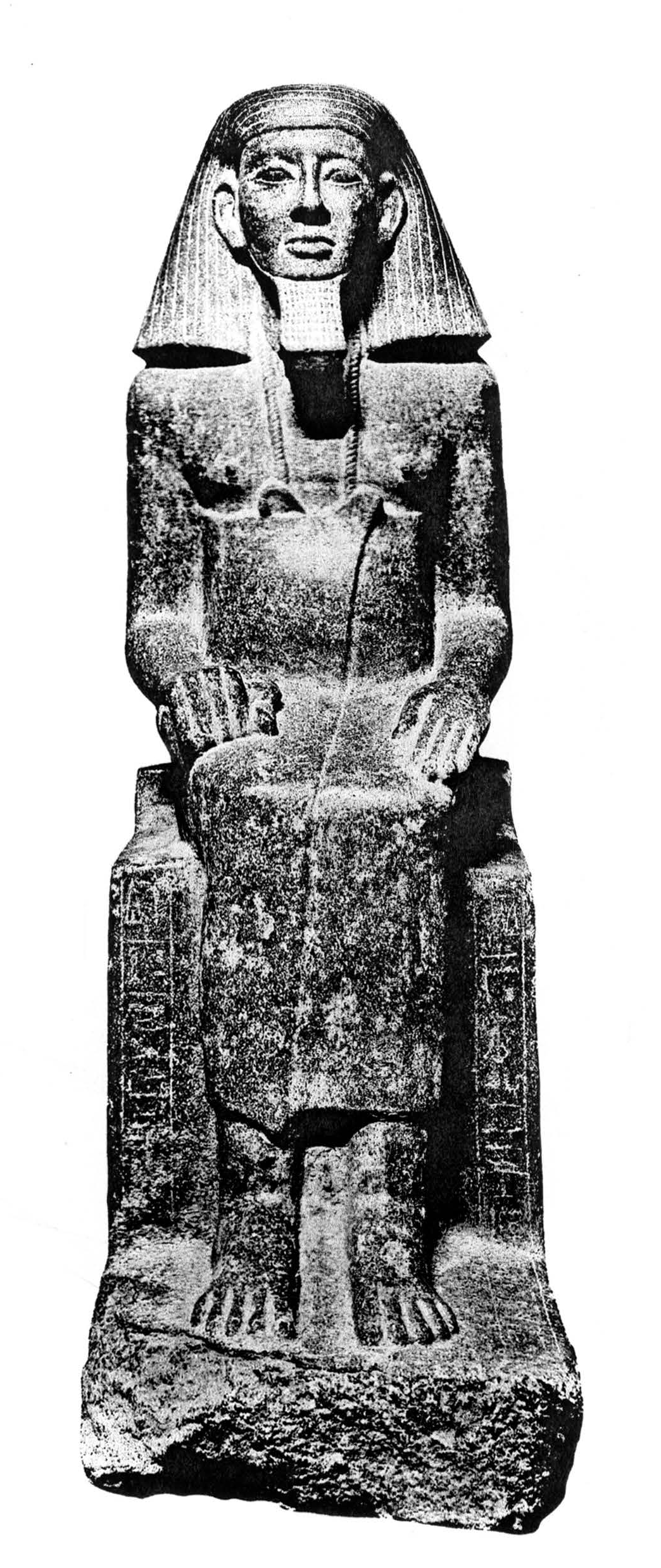
Szamontu, valószínűleg Anhu apja (CG 42034).

Számos említése maradt fenn Hendzser és II. Szobekhotep korából, innen tudni, hogy az ő uralkodásuk alatt szolgált. A Boulaq 18 papiruszon az udvari tisztségviselők elöljárójaként említik. Ez a papirusz vagy II. Szobekhotep, vagy – Kim Ryholt elemzése alapján – Imiermesa vagy Szehotepkaré Antef uralkodása alatt íródott. A papirusz említi Aya királynét, akinek alakja egy sztélén is megjelenik; nyilvánvalóan Anhu családjának tagja volt.
Egy Hendzser korából származó, Abüdoszban talált sztélé az Ozirisz-templom építési munkálatairól számol be. A karnaki Ámon-templomban Anhu szobrot emelt magának, apjának és anyjának. Utóbbi egyike a kevés női szobornak ebben a templomban.

## Élete
Anhuról tudni, hogy vezír fia volt. Labib Habachi feltételezése szerint ez a vezír Szimontu volt. Anhu anyját Henutpunak hívják, Szamontu feleségét Henutként említik; a Henut vagy elírás , vagy Henutpu nevének rövidítése. Detlef Franke egyetért ezzel az azonosítással, és úgy számítja, Anhu 50-60 éves lehetett Hendzser uralkodása alatt. Anhu feleségét Mereretnek hívták. Két fia, Resszeneb és Iymeru is vezír lett, Szenebhenasz nevű lánya pedig Upuauthotephez ment feleségül, akinek címe „a fél uradalom felügyelője” volt. Upuauthotep rokonságban állt Aya királynéval, lehetséges, hogy a testvére volt.
Az, hogy Anhu több király alatt is szolgált, példája lehet annak, hogy a vezírek kezében volt az igazi hatalom a dinasztia gyenge, rövid ideig uralkodó királyai helyett.

## Fordítás
- Ez a szócikk részben vagy egészben  az   Ankhu című angol Wikipédia-szócikk ezen változatának fordításán alapul.  Az eredeti cikk szerkesztőit annak laptörténete sorolja fel. Ez a jelzés csupán a megfogalmazás eredetét és a szerzői jogokat jelzi, nem szolgál a cikkben szereplő információk forrásmegjelöléseként.

## További irodalom
- K.S.B. Ryholt, The Political Situation in Egypt during the Second Intermediate Period (Carsten Niebuhr Institute Publications, vol. 20. Copenhagen: Museum Tusculanum Press, 1997), p. 243-45